# Nigritomyia maculipennis
Nigritomyia maculipennis är en tvåvingeart som först beskrevs av Macquart 1850.  Nigritomyia maculipennis ingår i släktet Nigritomyia och familjen vapenflugor. Inga underarter finns listade i Catalogue of Life.